# The Ambassador (comic strip)
Pour les articles homonymes, voir The Ambassador.
The Ambassador est un comic strip créé par Otto Soglow en 1933.